# Playa de San Antonio (Pedernales)
La playa San Antonio situada en el municipio vizcaíno de Pedernales, País Vasco (España), es una playa con arena oscura. 
La Isla de Txatxarramendi separa esta playa de la playa de Toña.
Se puede acceder a ella mediante autobús o tren  en las líneas que unen Bilbao con Bermeo.

## Área
- Bajamar: 19.250 m²
- Pleamar: 7.700 m²